# Kastrup
Kastrup je městská část dánské Kodaně ležící na ostrově Amager, administrativně se však řadí k městu Tårnby. Na území Kastrup se nachází moderní Kodaňské letiště. Z Kastrupu rovněž vede známý Öresundský most do švédského Malmö.